# Quận Franklin, Kentucky
Quận Franklin là một quận thuộc tiểu bang Kentucky, Hoa Kỳ.
Quận này được đặt tên theo Benjamin Franklin. Theo điều tra dân số của Cục điều tra dân số Hoa Kỳ năm 2000, quận có dân số người Frankfort6. Quận lỵ đóng ở. Quận Franklin thuộc vùng đô thị Frankfort.

## Địa lý
Theo Cục điều tra dân số Hoa Kỳ, quận có diện tích 212 dặm vuông Anh (550 km2), trong đó có 2 dặm vuông Anh (5,2 km2) là diện tích mặt nước.

### Các xa lộ chính
- Interstate 64
- US 127 (Owenton Rd., Lawrenceburg Rd.)
- US 60 (Louisville Rd., Versailles Rd.)

### Quận giáp ranh
- Quận Owen (bắc)
- Quận Scott (đông)
- Quận Woodford (đông nam)
- Quận Anderson (nam)
- Quận Shelby (tây)
- Quận Henry (tây bắc)

## Thông tin nhân khẩu
Theo điều tra dân số [2] năm 2000, quận có dân số 47.687 người, 19.907 hộ gia đình, và 12.840 gia đình sống trong quận hạt. Mật độ dân số là 227 trên một dặm vuông (88 / km2). Có 21.409 đơn vị nhà ở với mật độ trung bình 102 trên một dặm vuông (39 / km2). Cơ cấu điểm chủng tộc của dân cư quận bao gồm 87,98% người da trắng, 9,36% da đen hay Mỹ gốc Phi, 0,13% người Mỹ bản xứ, 0,72% châu Á, Thái Bình Dương 0,02%, 0,55% từ các chủng tộc khác, và 1,24% từ hai hoặc nhiều chủng tộc. 1,11% dân số là người Hispanic hay Latino thuộc một chủng tộc nào.
Có 19.907 hộ, trong đó 29,50% có trẻ em dưới 18 tuổi sống chung với họ, 48,70% là đôi vợ chồng sống với nhau, 12,20% có nữ hộ và không có chồng, và 35,50% là các gia đình không. 30,40% hộ gia đình đã được tạo ra từ các cá nhân và 10,60% có người sống một mình 65 tuổi hoặc lớn tuổi hơn là người. Cỡ hộ trung bình là 2,30 và cỡ gia đình trung bình là 2,86.
22,60% dân số là dưới 18 tuổi, 9,70% 18-24, 30,50% 25-44, 24,90% từ 45 đến 64, và 12,30% từ 65 tuổi trở lên người. Độ tuổi trung bình là 37 năm. Đối với mỗi 100 nữ có 93,70 nam giới. Đối với mỗi 100 nữ 18 tuổi trở lên, đã có 89,70 nam giới.
Thu nhập trung bình cho một hộ gia đình trong quận đạt mức 40.011 USD, và thu nhập trung bình cho một gia đình là $ 51.052. Phái nam có thu nhập trung bình $ 32.826 so với 26.201 $ cho phái nữ. Thu nhập bình quân đầu người là 21.229 $. Có 6,90% của các gia đình và 10,70% dân số sống dưới mức nghèo khổ, bao gồm 12,80% những người dưới 18 tuổi và 12,20% của những người 65 tuổi hoặc hơn.